# Wampa
Un wampa es una criatura ficticia perteneciente a la serie de películas Star Wars, que aparece en El Imperio contraataca.
Son bípedos de pelaje blanco y unos dos metros y medio de altura que habitan en las cavernas del planeta helado Hoth. Son carnívoros y se alimentan principalmente de tauntauns.
Los wampas se diferencian físicamente en función de su sexo: las hembras no tienen cuernos, en cambio, los machos poseen un par que brotan de los lados de su cabeza retorciéndose hacia adelante. Estas bestias suelen vivir en cavernas donde almacenan sus alimentos y viven en parejas y núcleos familiares muy pequeños.
Luke Skywalker fue atacado por un wampa macho y fue llevado hasta su caverna. Allí, la bestia lo colgó del techo de la cueva. Para hacer esto, el wampa usó su saliva, que al congelarse actuaba como un pegamento. Cuando Luke recuperó la conciencia se halló a sí mismo cabeza abajo y contemplando a una wampa hembra terminando su alimento. El hábil iniciado Jedi, se las ingenió para cortarle un brazo con su sable de luz y lograr huir a tiempo, dejando la bestia dentro de la caverna retorciéndose del dolor.